# Brown Bess
Brown Bess is een bijnaam voor de Britse Land Pattern Musket snaphaan en zijn afgeleiden. Het wapen was een gladloops voorlaadgeweer (de Engelsen gebruiken de term musket voor dergelijke wapens) met vuursteenontsteking. De oorsprong van de naam is onbekend. Het geweer werd gebruikt tijdens de expansie van het Britse Rijk in de 18e eeuw en is van 1722 tot omstreeks 1850 in gebruik geweest in het leger van Groot-Brittannië. Het leger van het Koninkrijk der Nederlanden werd bij zijn oprichting in 1814 eveneens met dit geweer uitgerust en heeft dit tot 1821 gebruikt, waarna het werd vervangen door het Infanteriegeweer Model 1815.
De Land Pattern en zijn afgeleiden zijn snaphanen van het kaliber .75 (0,75 duim). Veel geweren werden in 1838 omgebouwd naar het percussiestelsel.

## Origine van de naam
Er bestaan vele verhalen over de oorsprong van de naam Brown Bess. Het wapen zou vernoemd zijn naar koningin Elizabeth I, maar daar bestaat geen bewijs voor. "Brown" kan ook simpelweg op de bruine kleur van de lade slaan en "Bess" kan zijn afgeleid van het Nederlandse "bu(k)s" of Duitse "Büchse". Daarnaast is het mogelijk dat "Brown Bess" de tegenhanger is van "Brown Bill", dat een bijnaam was voor een toen in gebruik zijnd Engels type paalwapen.